# Luftschacht
Luftschacht (eigene Schreibweise: °luftschacht) ist ein Buchverlag für zeitgenössische Literatur mit Sitz in Wien. Das Unternehmen wurde 2001 von Jürgen Lagger, Stefan Buchberger und Gabriel Vollmann gegründet und brachte nach einiger Zeit der Konzeptions- und Netzwerkarbeit und Eventprojekten mit Autoren, Musikern, Fotografen und Schauspielern im Frühjahr 2003 sein erstes Buchprogramm auf den Markt. 
Der Schwerpunkt des seit 2014 nurmehr von Jürgen Lagger allein verantworteten Verlagsprogramms liegt auf deutschsprachigen Originalausgaben, vor allem Romanen und längeren Erzählungen. Einen festen Programmpunkt bildet außerdem die jährlich erscheinende Anthologie zu dem literarischen Nachwuchswettbewerb Wortlaut des österreichischen Radiosenders FM4. Seit 2007 sind auch Graphic Novels und seit 2009 Kinderbücher im Programm.
Autoren des Luftschacht Verlags sind unter anderem Dörte Kuhlmann, Sylvia Geist, Nicolas Mahler, Dennis Cooper, Stephan Alfare, Hanno Millesi, Manfred Rumpl, Alexander Schimmelbusch und Johannes Weinberger.